# Макіель Норделос
Макіель Еверт Норделос (нід. Machiel Evert Noordeloos; народився 16 квітня 1949) — нідерландський міколог. Відомий своїм внеском у таксономію європейських грибів і особливо своїм досвідом щодо роду Entoloma. Норделос є доцентом Національного гербарію Нідерландів і працював редактором мікологічних журналів Persoonia з 1991 року та Coolia з 1976 року У 2011 році він був головним редактором Persoonia. Він був лауреатом премії Клюзіуса, присудженої Угорським мікологічним товариством у 2009 році.

## Вшанування
На честь Норделоса названо види грибів:
- Entoloma noordeloosi Hauskn.
- Entoloma machieli A. De Meijer